# Novosti (Zagreb)
Novosti su bile hrvatske dnevne novine.
Izlazile su u Zagrebu.
Izlazile su od 24. srpnja 1907. do 10. travnja 1941. godine. Zanimljivost vezana uz ovaj list je ta što je list izlazio i za vrijeme Prvog svjetskog rata.

## Poznati suradnici
Od 1926. je u njima radio, a od 1936. do 1941., do gašenja lista ih je uređivao poznati hrvatski novinar, športaš i športski djelatnik Hrvoje Macanović.